# Ivoris de Nimrud
Els ivoris de Nimrud són un gran grup de plaques menudes i figures d'ivori tallades que daten dels s. IX al VII aC. Es trobaren a la ciutat assíria de Nimrud (en la moderna Ninawa d'Iraq) durant els s. XIX i XX. La majoria són fragments d'escultures originals. Hi ha més de mil peces notables, i molts fragments molt petits.
Els ivoris procedien sobretot de fora de la Mesopotàmia, probablement foren elaborats al Llevant mediterrani i Egipte. Contenen motius típics d'aquestes zones i s'usaven per decorar una varietat d'objectes d'alt estatus, inclosos mobles, carros i ornaments per a cavalls, armes i petits objectes portàtils. Molts d'aquest ivoris haurien estat decorats amb pa d'or o pedres semiprecioses, i en foren despullats abans d'enterrar-los. Se'n trobà un gran grup en el que semblava un magatzem del palau per a mobles no utilitzats. Molts n'aparegueren al fons de pous, aparentment llançats quan la ciutat fou saquejada durant el col·lapse poc investigat de l'Imperi assiri entre 616 ae i 599 ae.

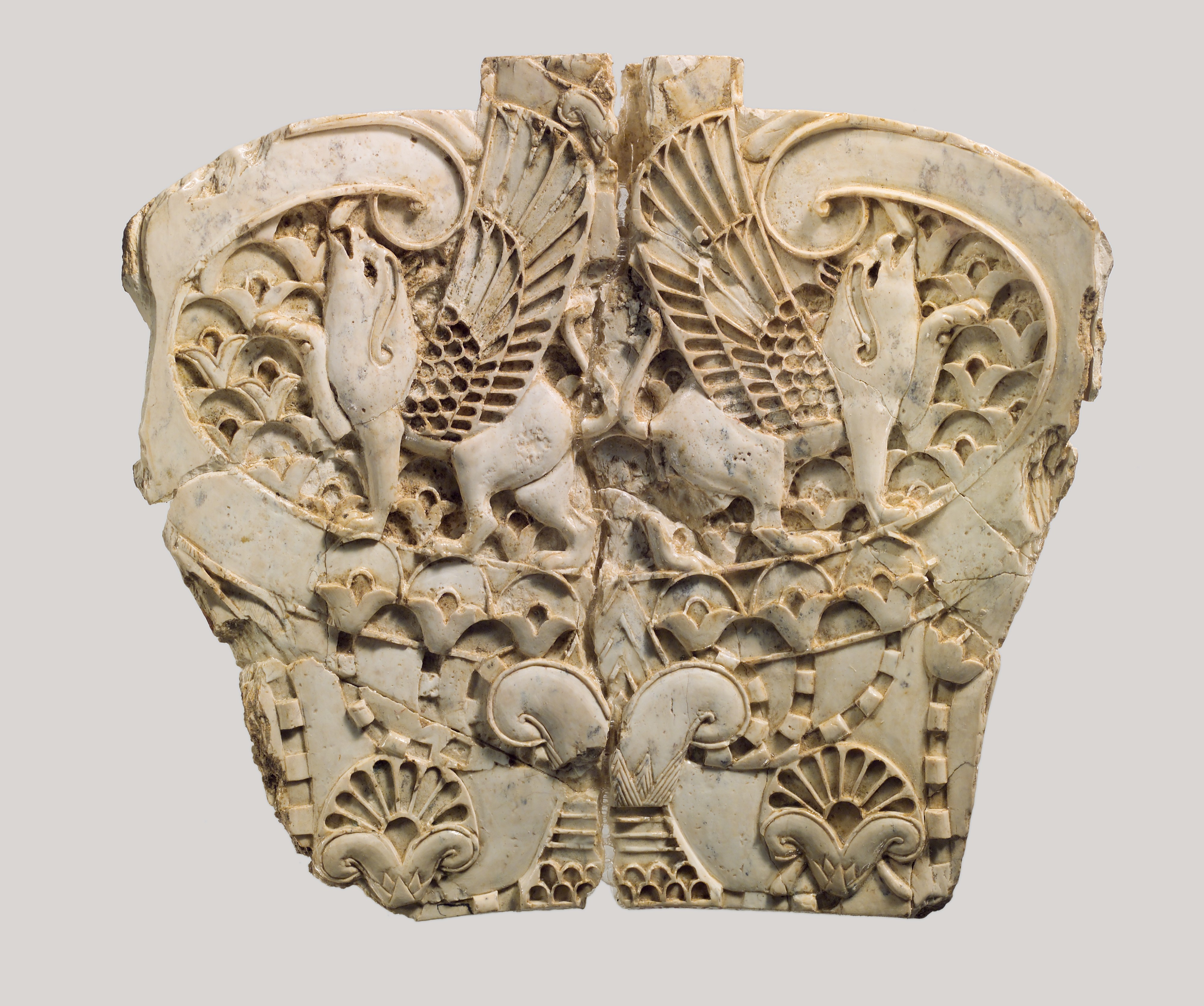
Placa de mobles Cloisonné amb dos grius en un paisatge floral, d'estil fenici, Museu Metropolità d'Art

Molts d'aquests ivoris els manllevà el Regne Unit i els tancà al Museu Britànic (tot i que no eren de la seua propietat). El 2011, el museu adquirí la major part dels ivoris de propietat britànica per donació i compra, i una selecció hi està exposada. Es pretén que la resta se'n retorne a l'Iraq. Les institucions iraquianes ja tenien un nombre significatiu de peces d'ivori, però moltes se n'han perdut o danyat per la guerra i el saqueig. Altres museus de tot el món tenen grups d'aquestes peces.

## Descripció
Els ivoris són plaques decorades en relleu amb intricades talles d'esfinxs, lleons, serps, persones, flors i motius geomètrics, així com talles de caps i figures femenines. Els tallaren en diversos llocs de l'Orient Pròxim, incloent-hi Egipte, la Síria actual i el Líban. L'ivori usat per fer aquests objectes originàriament provindria d'elefants sirians que eren endèmics a l'Orient Mitjà en l'antiguitat. Al segle VIII ae l'elefant sirià havia estat tan caçat que era prop de l'extinció, i l'ivori per a objectes posteriors s'importava de l'Índia o, més probablement, d'Àfrica.
Sembla que les plaques d'ivori s'utilitzaren per a decorar carros, mobles i adorns per a cavalls, i s'haurien cobert amb pa d'or o adornat amb gemmes com el lapislàtzuli. Algunes peces encara conserven restes de fulles d'or. Moltes ja en tenien segles d'antiguitat quan s'emmagatzemaren. L'or es retiraria dels ivoris abans de guardar-los. S'especula que els babilonis el furtaren quan van saquejar i arrasar Nimrud el 612 ae.

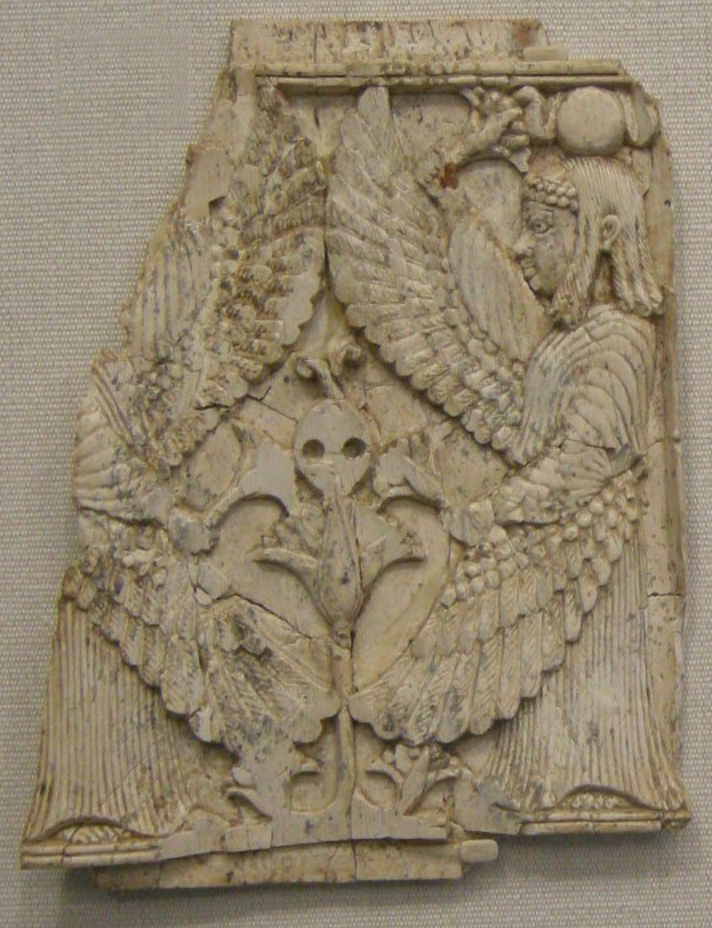
Placa d'ivori

Alguns ivoris tenen lletres fenícies gravades al dors. Es creu que es poden haver utilitzat com a guies per a assemblar peces en els mobles en què s'unien. La presència de lletres fenícies suggereix que eren fets per artesans fenicis.
A més de les plaques, hi han aparegut moltes talles d'ivori petites de caps femenins a Nimrud. La majoria fan només una o dues polzades d'alçada, però algunes són de més de 5 polzades. Molts d'aquests caps usen un tap pla que és molt semblant als taps plans representats en ivoris molt anteriors del lloc de Meguidó a Palestina. Una altra forma tallada comuna que es troba a Nimrud inclou figures de dues dones nues unides una darrere de l'altra. Es creu que s'usaven com manetes per a ventiladors o espills, o com un element decoratiu dels mobles.
Les plaques mostren una àmplia varietat de temes, alguns dels quals mostren un estil pur assiri, i altres influència egípcia, amb gravats de persones o déus egipcis, i fins i tot jeroglífics. Els temes egipcis, però, sovint es malinterpreten, i els jeroglífics no formen noms vàlids, per això més aviat semblen imitacions degradades de l'art egipci.
Es va trobar una quantitat molt major d'ivori a Nimrud que en qualsevol altre jaciment assiri. Possiblement el portaren a Nimrud com a botí, o s'importà com a articles de luxe des de ciutats de la costa mediterrània. Uns segles després, sembla que aquests objectes passaren de moda i s'emmagatzemaren.

## Descobriments

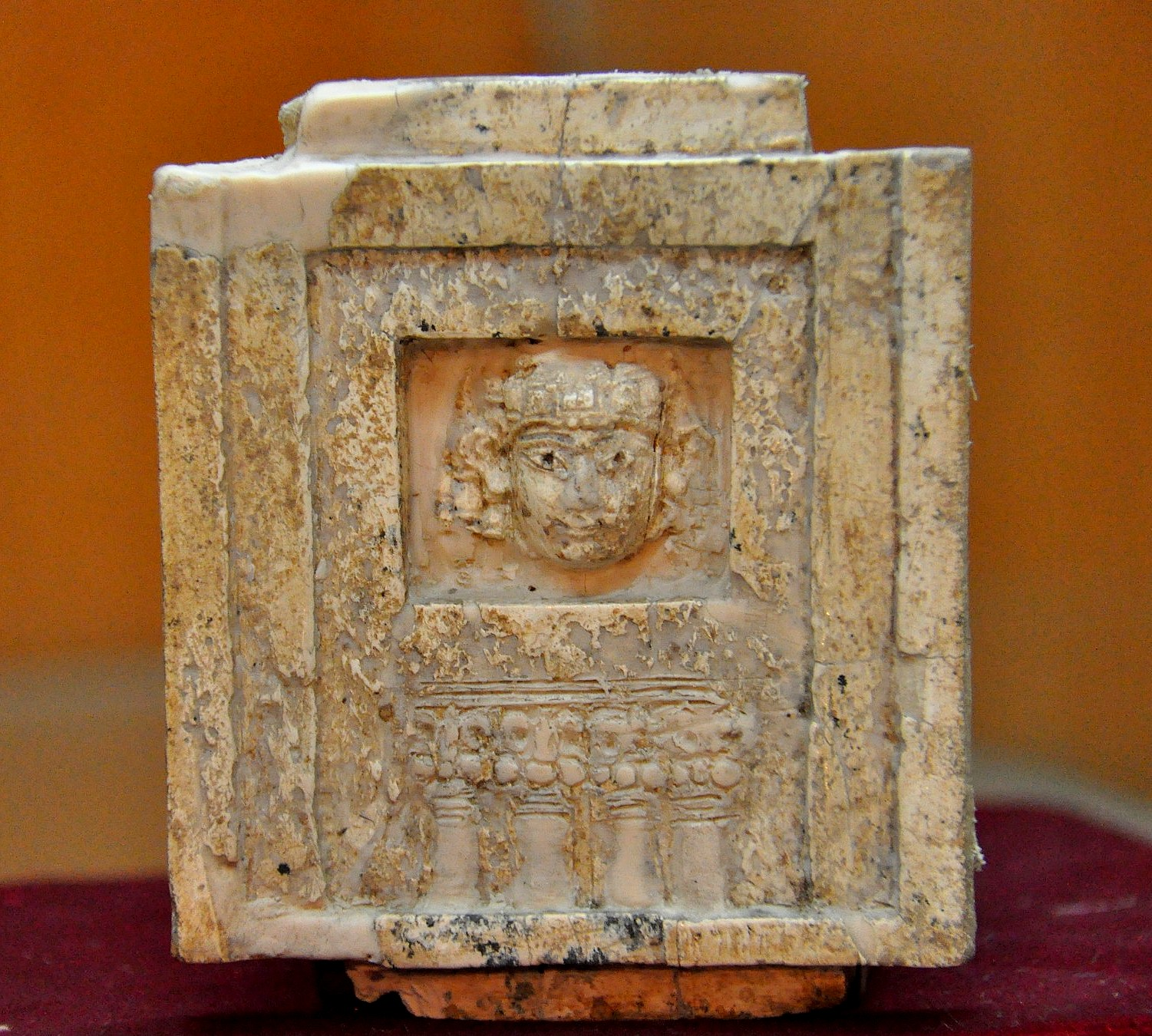
La dama en la finestra, Museu Sulaymaniyah, Iraq

### Layard (1845)
El primer grup d'ivoris aparegué al jaciment del palau de Salmanasar III (govern: 859–824 ae) a la capital assíria de Nimrud. El palau, el redescobrí el 1845 Austin Henry Layard, el primer dia de les excavacions. En el segon dia, feu el primer descobriment de les plaques d'ivori.

### Loftus (1854-1855)

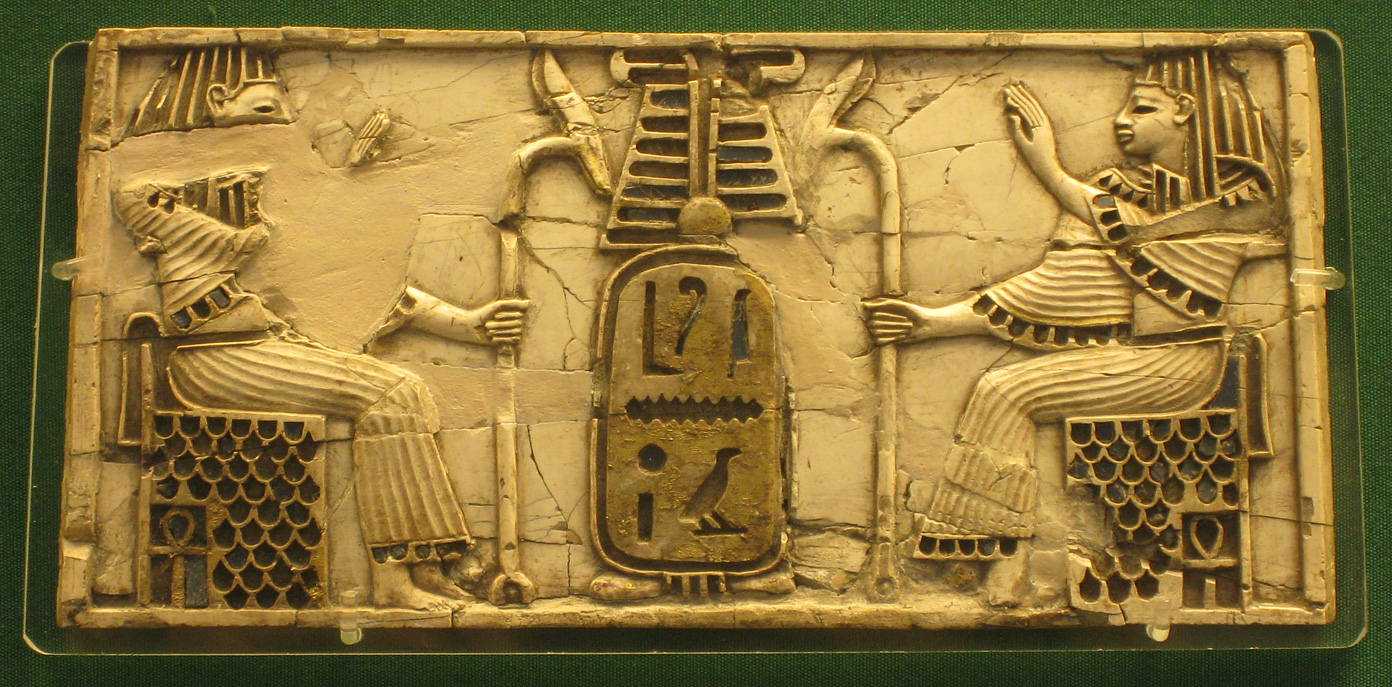
Placa feta a Egipte

Es trobaren més ivoris durant les excavacions de William Kennett Loftus al 1854-1855, en un grup d'edificios anomenats "Palau del Sud-est" o "Palau Cremat". Loftus descrigué les circumstàncies de la troballa en una carta al Journal of Sacred Literature de febrer de 1855:
" El Palau del SE acaba de produir una gran col·lecció de bells ivoris, relíquies d'un tron o mobles, etc. S'han muntat amb rebles i ranures, un trencaclosques assiri complet i una mica perillós per asseure-s'hi! Molts en tenen rastres daurats i esmalt, i probablement se'n separaren per les incrustacions d'or i joies amb què serien adornats. Hi ha un decidit personatge egipciassiri sobre tota la col·lecció, barrejant caps egipcis perfectes amb toros i lleons assiris. Els caps estan molt ben fets. Alguns articles són maces, mànecs de dagues o parts de cadires i taules (tenim evidències indubtables que els assiris les usaren). Les figures formen un eix i sostenen un capitell amb cap de flor. També hi ha capses i una gerra, elaboradament tallades. Els assiris eren adeptes al xapat; les capes estaven molt ornamentades amb emblemes sagrats i caça de lleons. Hi ha inscripcions fenícies en dos de tres articles. Estaven espaiats al fons d'una cambra entre cendres de fusta. Havien escapat a les flames, però estaven ennegrits per la fusta fumejant. He alçat un munt d'objectes i els estic armant al més aviat possible, preparant-los per bullir-los en gelatina. Tota la sala encara no s'ha explorat, ja que primer se n'ha de llevar la terra de damunt. Propose baixar-hi demà.

### Mallowan (1949–1963)

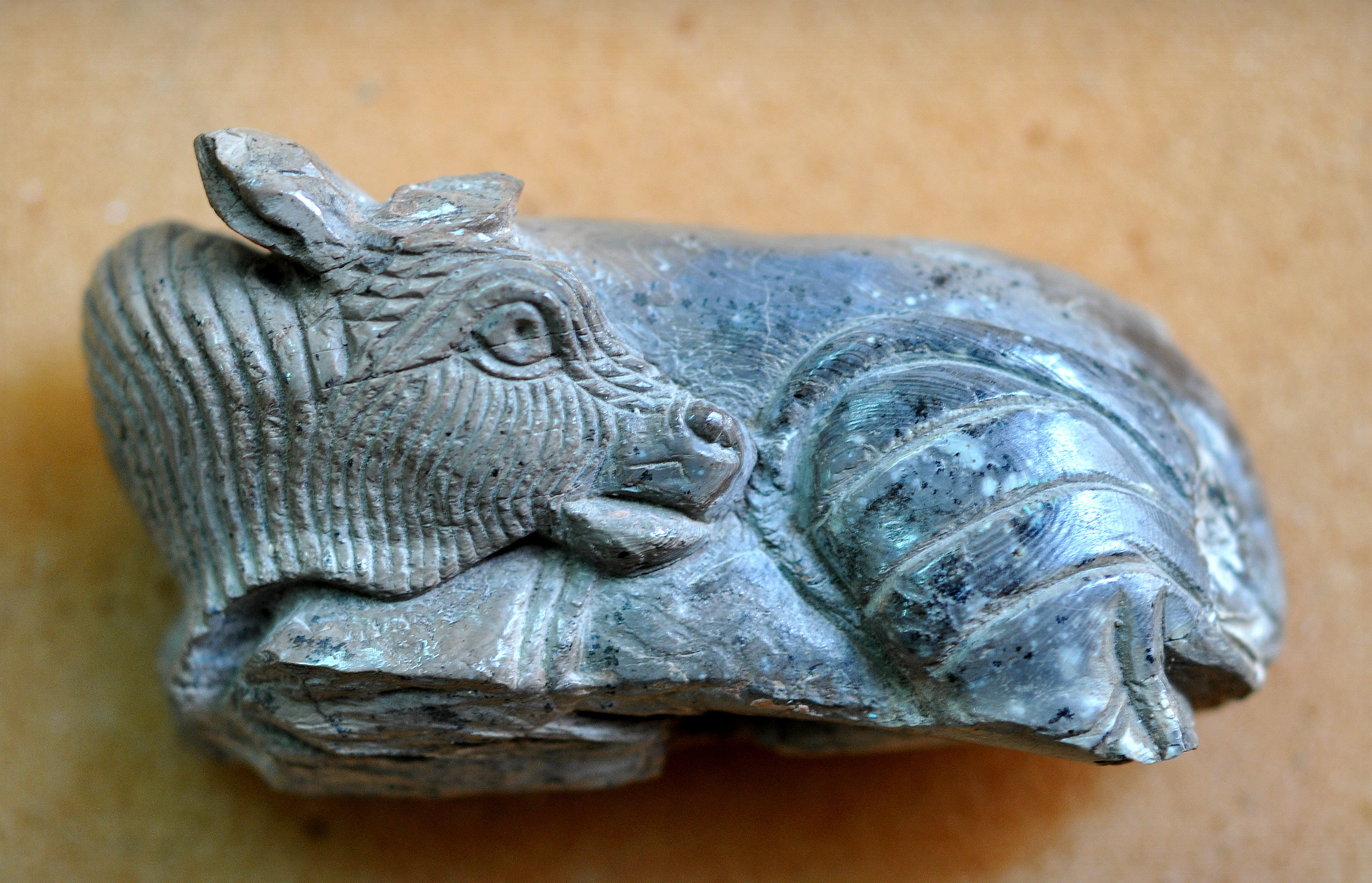
Un toro jacent, un dels ivoris de Nimrud trobats per Max Mallowan, exposat al Museu Sulaymaniyah d'Iraq

Hi hagué altres troballes entre 1949 i 1963 de l'equip de l'Escola Britànica d'Arqueologia a l'Iraq dirigit per l'arqueòleg Max Mallowan. Mallowan hi trobà milers d'ivoris, molts dels quals al fons de pous on aparentment havien estat llançats quan la ciutat fou saquejada, per l'aldarull després de la mort de Sargon II el 705 ae, o quan Nínive caigué i fou destruïda al 612 ae. L'esposa de Mallowan era la famosa novel·lista britànica Agatha Christie (1890–1976), que estava fascinada per l'arqueologia i acompanyava el seu marit en les excavacions de Nimrud. Christie ajudà a fotografiar i preservar molts ivoris trobats durant les excavacions, i explica en la seua autobiografia que netejà els ivoris usant una fina agulla de teixir, manicura i un flascó de crema facial.
La col·lecció d'ivoris descoberts per Mallowan es dividí entre Iraq i Gran Bretanya, i romangueren a l'Escola Britànica d'Arqueologia d'Iraq (més tard es convertiria en l'Institut Britànic per a l'Estudi d'Iraq) fins a 1987. Més tard es guardaren al Museu Britànic fins al 2011, i no es van exhibir. Molts dels ivoris iraquians s'han perdut o danyat. Després de la Guerra d'Iraq de 2003, el Museu Nacional d'Iraq a Bagdad fou saquejat, i molts dels ivoris guardats allí foren robats o destruïts per les bombes occidentals. Altres ivoris guardats en una volta d'un banc de Bagdad es danyaren per l'aigua quan l'edifici fou bombardejat.
El març de 2011, el Museu Britànic comprà un terç dels ivoris de Mallowan (que inclouen mil ivoris complets i 5.000 fragments) del British Institute for the Study of l'Iraq per 1.17 milions de lliures, a partir d'una campanya pública de recaptació de fons que acumulà 750,000 de lliures en sis mesos, amb el suport de subvencions del National heritage memorial fund i l'Art Fund. Aquesta és la segona compra més cara del Museu Britànic des del final de la Segona Guerra Mundial, només superada en preu pel relleu de la Reina de la Nit, que costà 1.5 milions de lliures el 2003.
A més de la compra, l'Institut Britànic per a l'Estudi de l'Iraq també ha donat un altre terç de la seua col·lecció al Museu Britànic en reconeixement de l'emmagatzematge de la col·lecció per part del museu durant els darrers 24 anys. S'anticipa que el terç restant de la col·lecció serà retornat a Iraq en algun moment del futur. Una selecció dels ivoris s'exhibeix al Museu Britànic a partir del 2011.

### Oates (1957–1963)
La major troballa d'ivori ocorregué entre 1957 i 1963, quan un equip de l'Escola Britànica dirigit per David Oates descobrí una cambra al palau de Nimrud que denominà "sala d'ivori". Aparentment havia servit com a principal centre d'emmagatzematge d'objectes d'ivori dels reis assiris. Algunes excavacions posteriors realitzades pel Departament d'Antiguitats iraquià n'han descobert encara més ivoris.

### Altres descobriments

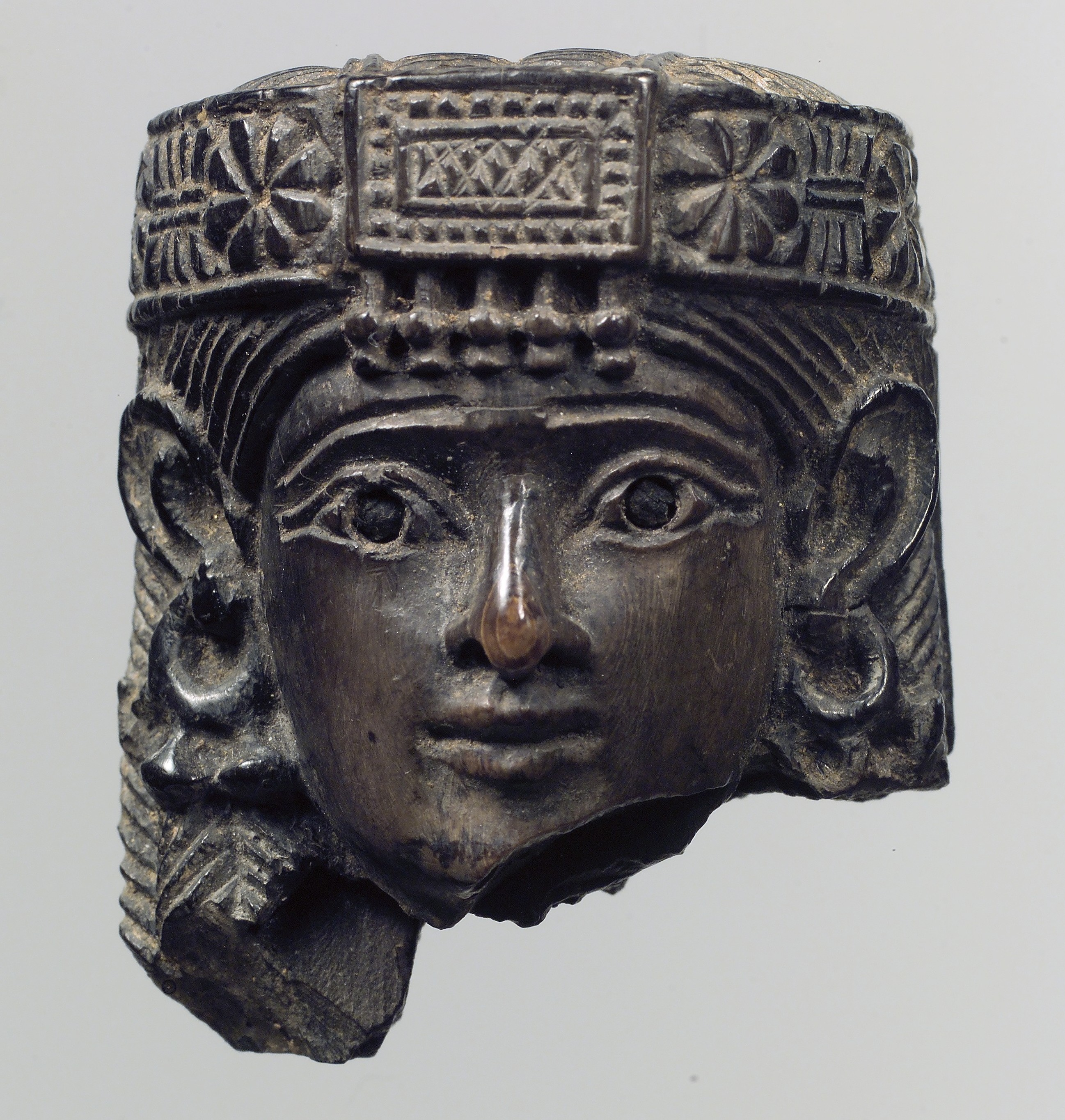
Cap femení, probablement d'una estatueta, estil sirià
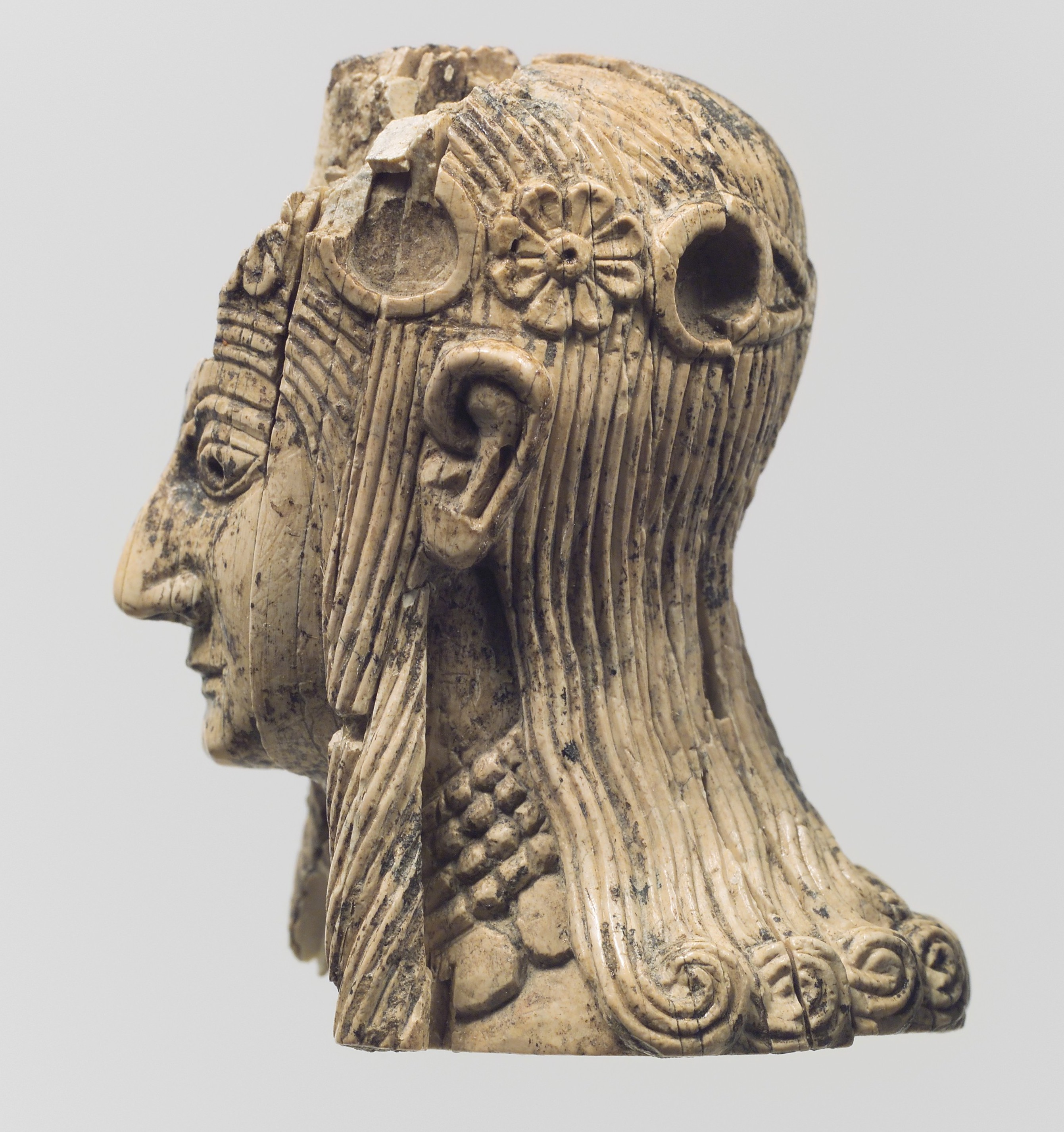
Cap femení, probablement d'una estatueta, estil sirià del nord
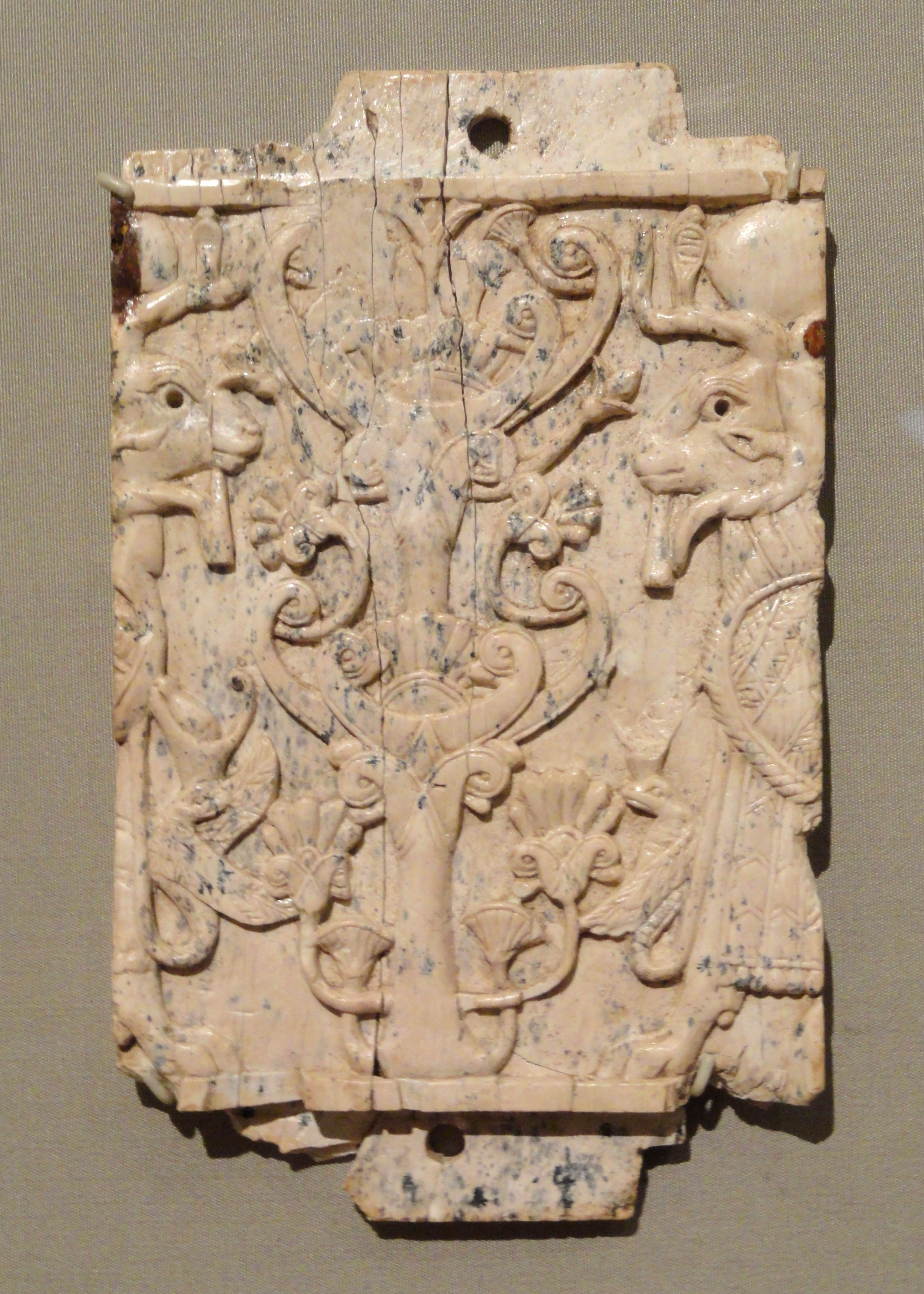
Esfinxs amb cap de carner flanquejant un arbre sagrat, fenici, Museu d'Art de Cleveland
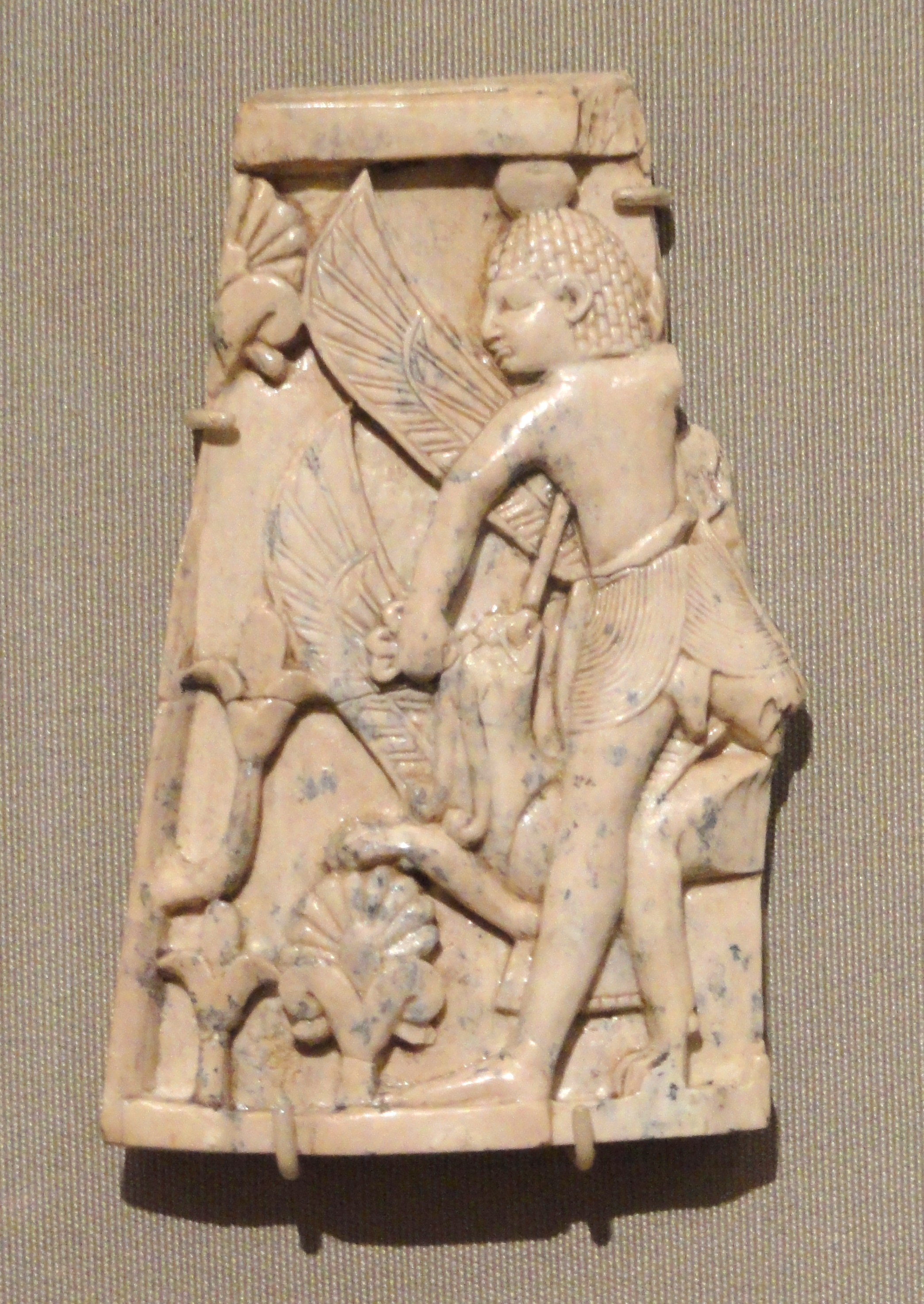
Home i griu en combat, fenici, Museu d'Art de Cleveland
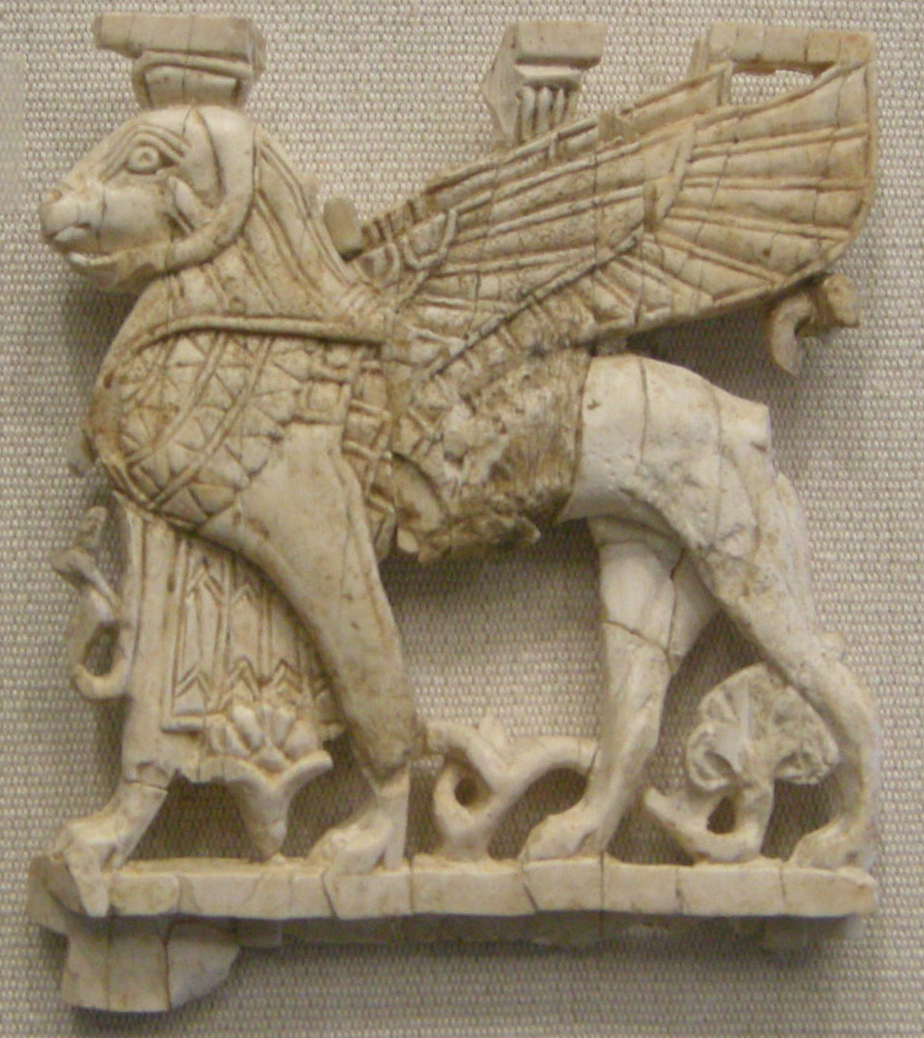
Placa del segle VIII al VII ae respresentant una esfinx
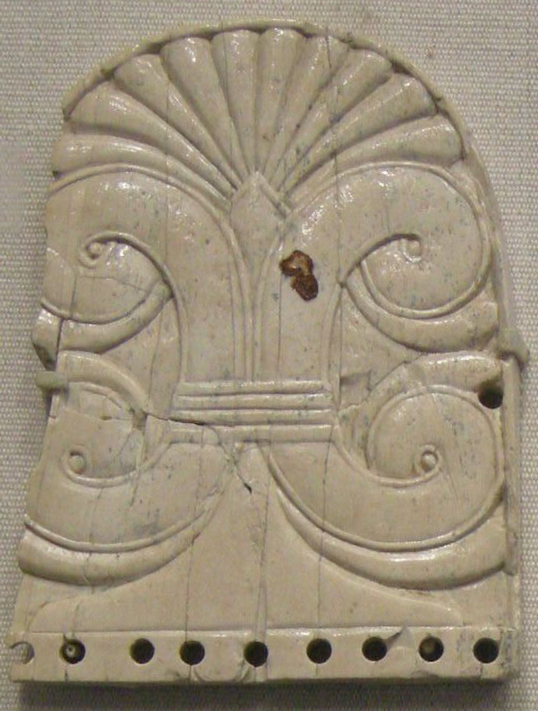
Placa amb motiu vegetal
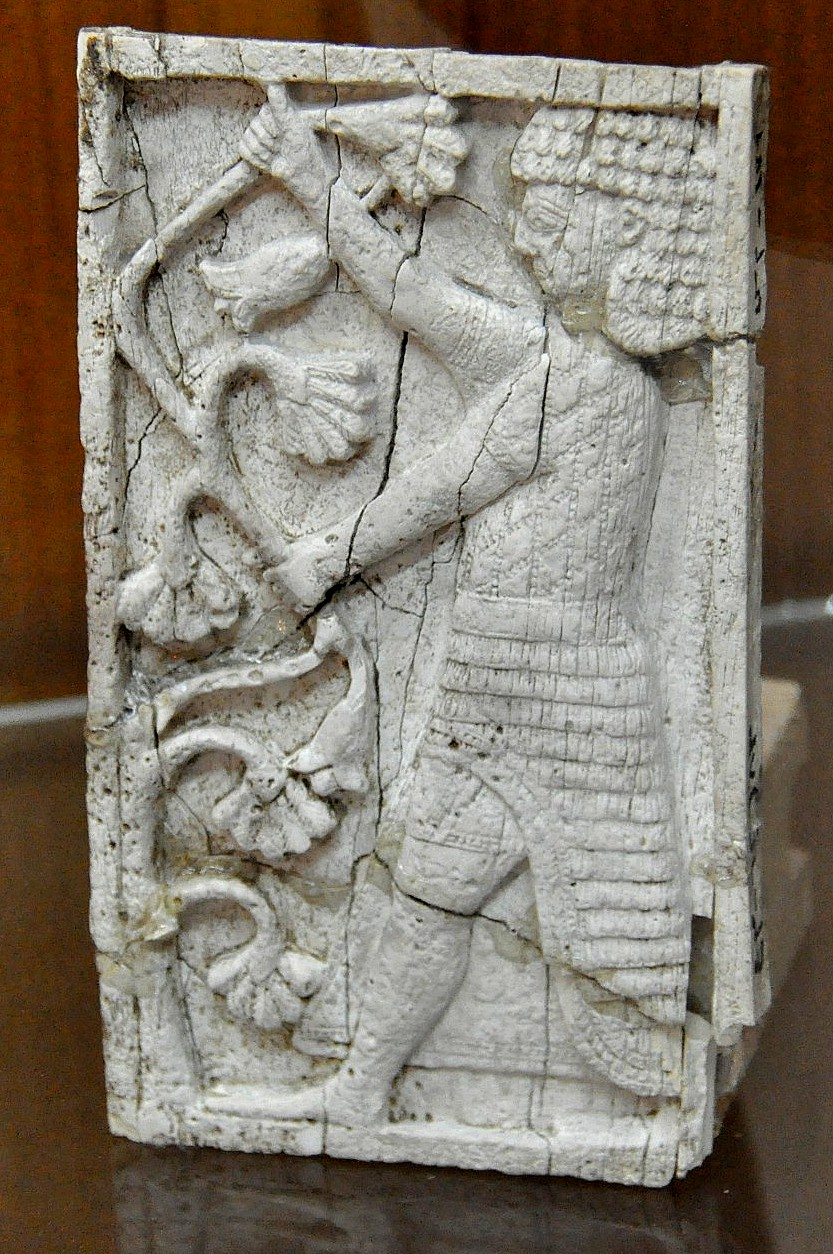
Home dempeus amb branques de flors de lotus
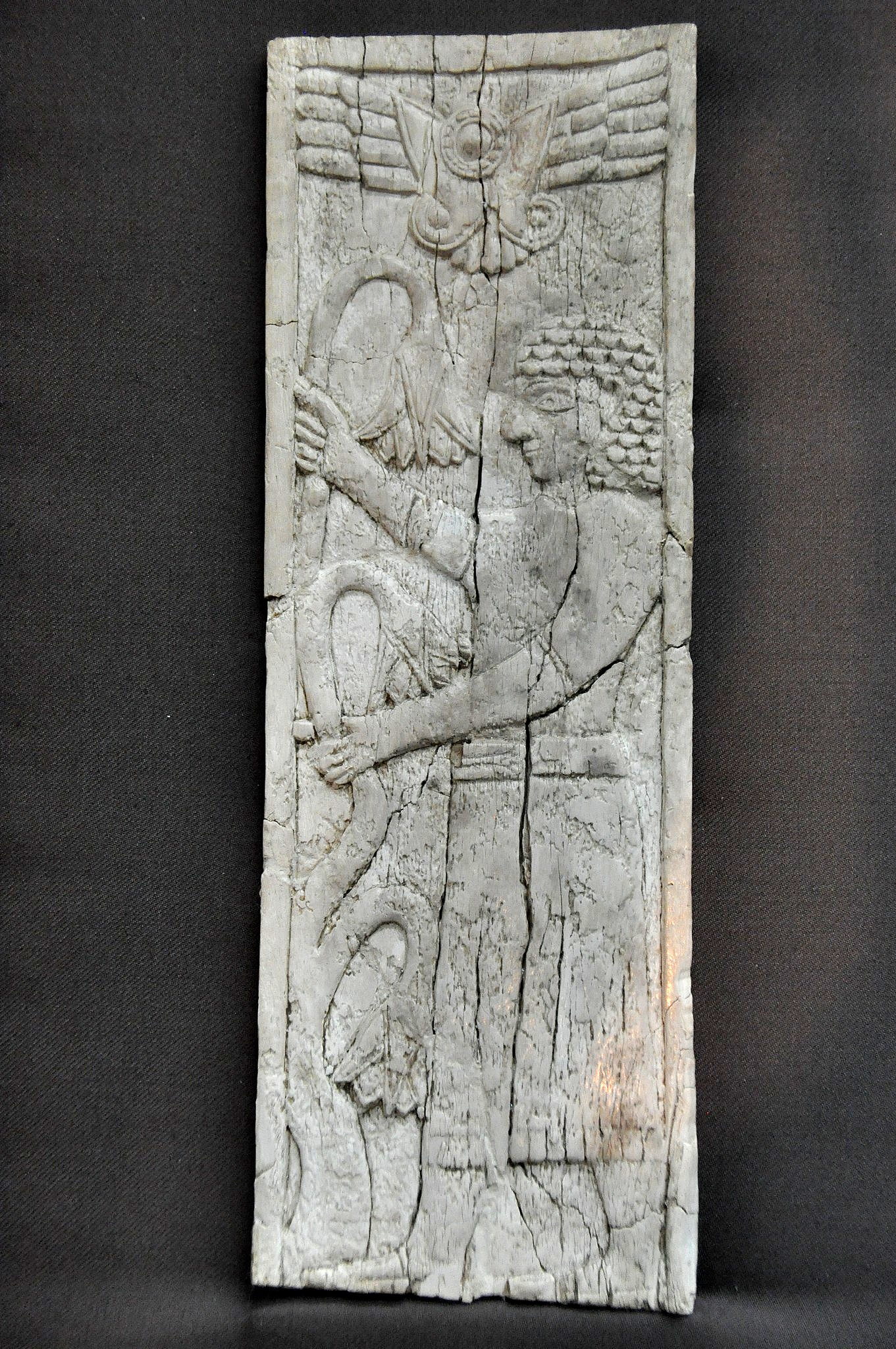
Home dempeus amb branques de flors de lotus. El déu alat Assur n'apareix a dalt
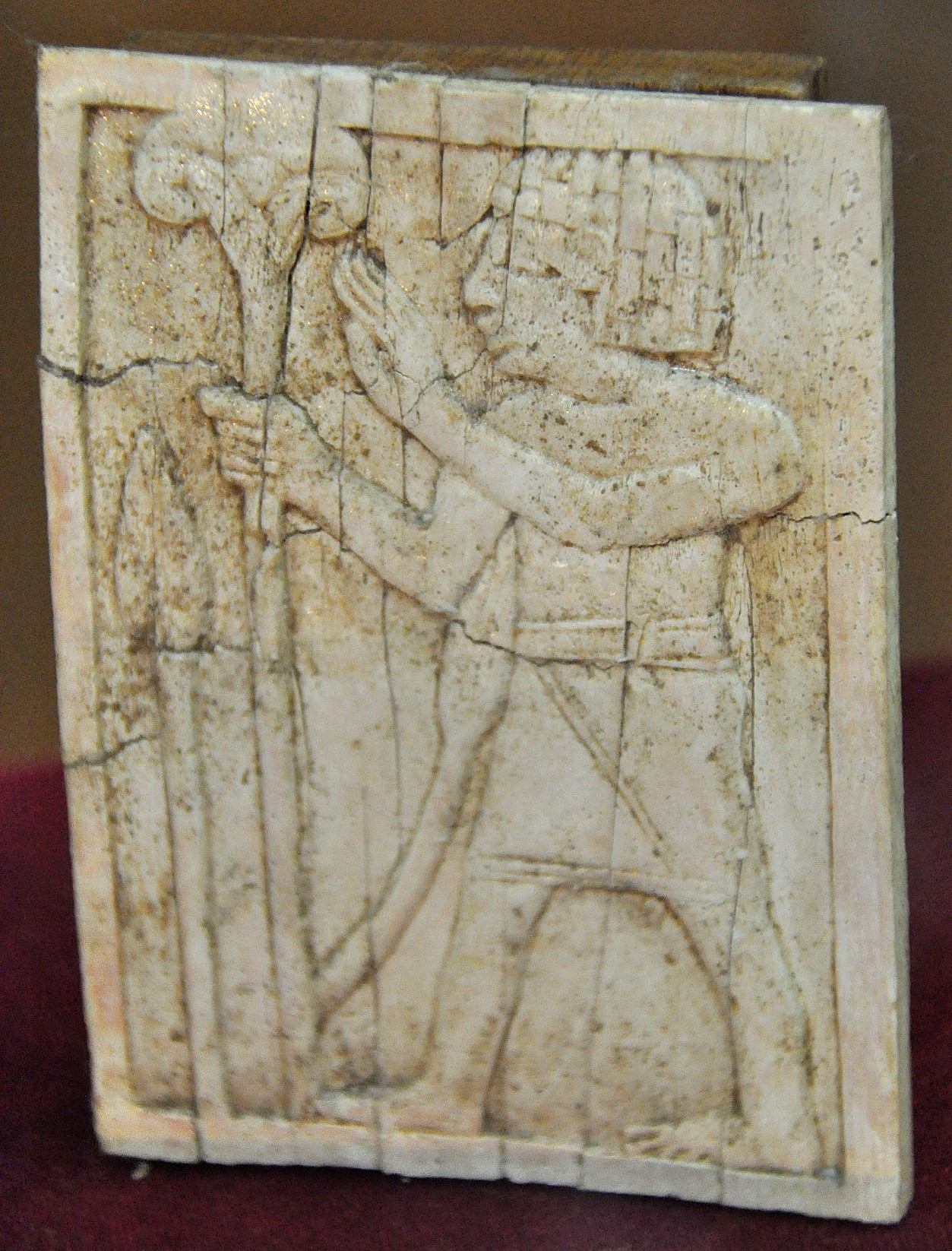
Home dempeus sostenint una flor de lotus
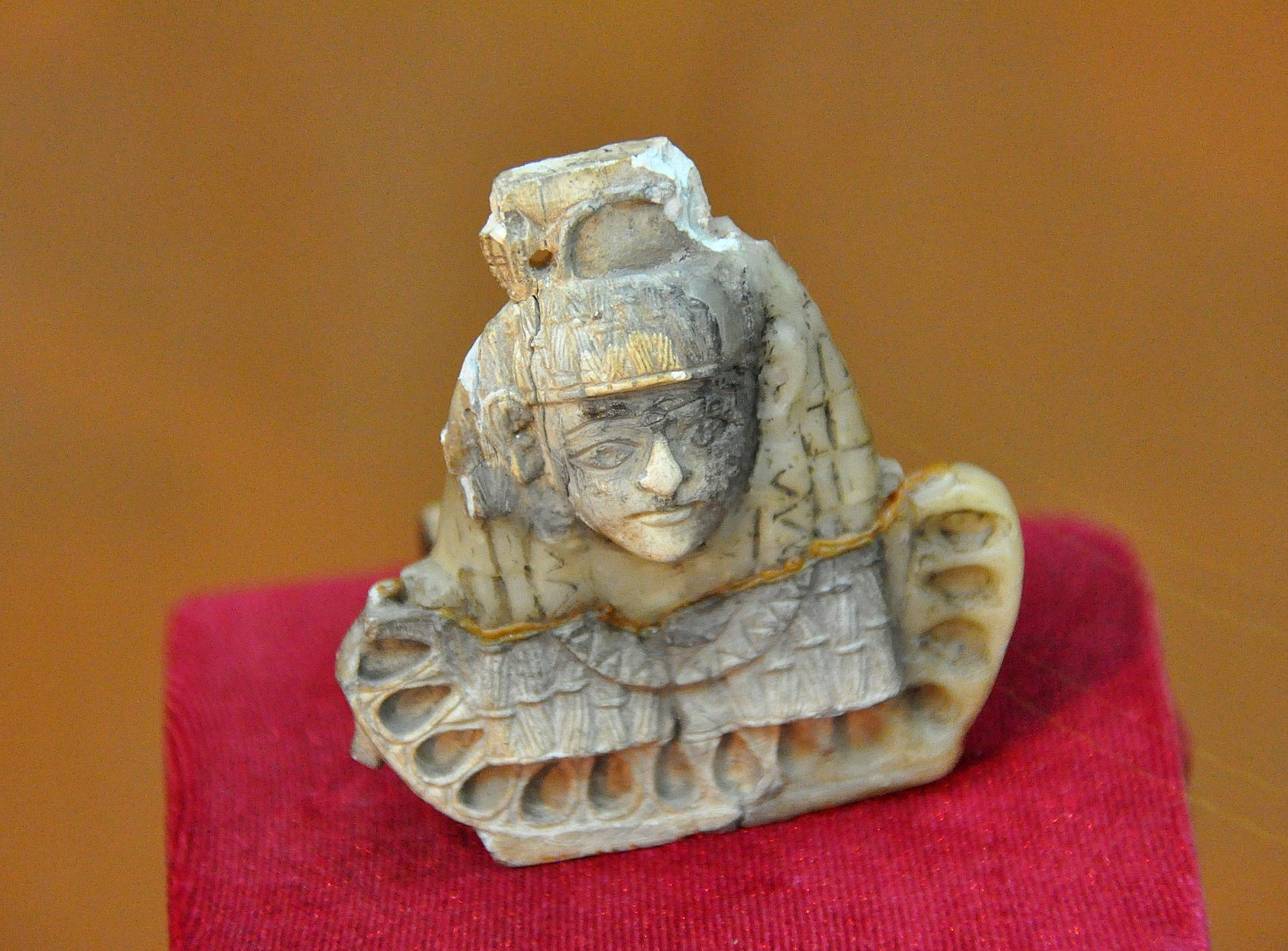
Peça d'ivori tallada d'una dona egípcia

## Col·leccions
Els ivoris de Nimrud es troben en algunes institucions d'arreu del món: 
- Museu Britànic, Londres, Anglaterra: 6.000 peces excavades per Mallowan que abans eren a l'Institut Britànic per a l'Estudi de l'Iraq; així com peces d'altres excavacions.
- Museu Nacional de l'Iraq, Bagdad.
- Museu Sulaimaniyah, Kurdistan iraquià. Aquest museu acull al voltant de 30 peces, excavades per Max Mallowan, contingudes en 2 vitrines grans.
- Museu Metropolità d'Art, Nova York.
- Museu d'Art de Cleveland.
- Museu de la Civilització d'Erbil, Kurdistan iraquià. Alberga 3 plaques, també excavades per Max Mallowan entre 1949 i 1963. Totes aquestes plaques s'exhibeixen al pavelló 2 del museu.
- Universitat de Melbourne, Austràlia: 3 peces excavades per Mallowan.[11]
- El Museu de la Legió d'Honor a San Francisco (Califòrnia) en té un grup de peces.[12]

## Catàlegs
Els ivoris de Nimrud s'han publicat en catàlegs acadèmics. Molts n'estan disponibles en línia de manera gratuïta en l'Institut Britànic per a l'Estudi de l'Iraq (BISI): ací en teniu enllaços.